# Норт-Поул (Аляска)

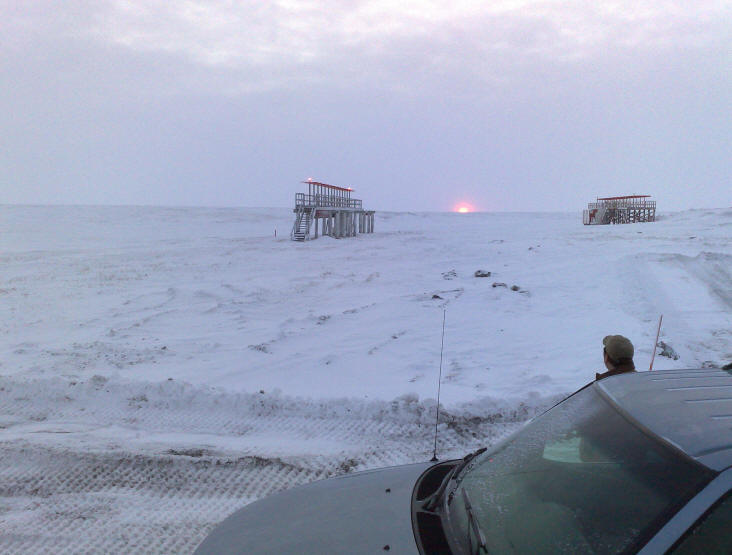
Поруч з містом

Норт-Поул (англ. North Pole) — місто (англ. city) в США, в окрузі Фербенкс-Норт-Стар штату Аляска. Населення — 2243 особи (2020).

## Географія
Норт-Поул розташований за координатами 64°45′10″ пн. ш. 147°21′46″ зх. д. / 64.75278° пн. ш. 147.36278° зх. д. (64.752728, -147.362655). За даними Бюро перепису населення США в 2010 році місто мало площу 10,83 км², з яких 10,79 км² — суходіл та 0,04 км² — водойми.

### Клімат
| Клімат : Норт-Поул      | Клімат : Норт-Поул | Клімат : Норт-Поул | Клімат : Норт-Поул | Клімат : Норт-Поул | Клімат : Норт-Поул | Клімат : Норт-Поул | Клімат : Норт-Поул | Клімат : Норт-Поул | Клімат : Норт-Поул | Клімат : Норт-Поул | Клімат : Норт-Поул | Клімат : Норт-Поул | Клімат : Норт-Поул |
| Показник                | Січ.               | Лют.               | Бер.               | Квіт.              | Трав.              | Черв.              | Лип.               | Серп.              | Вер.               | Жовт.              | Лист.              | Груд.              | Рік                |
| Абсолютний максимум, °C | 10,0               | 9,4                | 15,6               | 24,4               | 30,0               | 35,0               | 32,2               | 32,2               | 25,0               | 23,3               | 10,0               | 8,3                | 35,0               |
| Середній максимум, °C   | −18,3              | −12,2              | −2,8               | 7,2                | 16,1               | 21,7               | 22,8               | 18,9               | 12,2               | −0,6               | −12,8              | −16,1              | 3,1                |
| Середній мінімум, °C    | −27,2              | −24,4              | −18,3              | −7,2               | 1,7                | 8,3                | 10,6               | 6,7                | 0,6                | −9,4               | −21,7              | −25,6              | −8,8               |
| Абсолютний мінімум, °C  | −55                | −50,6              | −46,7              | −35,6              | −14,4              | −5,6               | −0,6               | −6,1               | −18,3              | −40,6              | −46,1              | −52,2              | −55                |
| Норма опадів, мм        | 13                 | 13                 | 7                  | 9                  | 17                 | 40                 | 59                 | 51                 | 29                 | 25                 | 19                 | 19                 | 301                |
| ----------------------- | ------------------ | ------------------ | ------------------ | ------------------ | ------------------ | ------------------ | ------------------ | ------------------ | ------------------ | ------------------ | ------------------ | ------------------ | ------------------ |
| Джерело:                |                    |                    |                    |                    |                    |                    |                    |                    |                    |                    |                    |                    |                    |

## Демографія
Згідно з переписом 2010 року, у місті мешкало 2117 осіб у 828 домогосподарствах у складі 547 родин. Густота населення становила 196 осіб/км². Було 916 помешкань (85/км²).
Расовий склад населення:
| - 79,6 % — білих - 5,4 % — чорних або афроамериканців - 4,0 % — азіатів - 3,4 % — корінних американців - 0,1 % — вихідців з тихоокеанських островів - 1,0 % — осіб інших рас |

До двох чи більше рас належало 6,4 %. Частка іспаномовних становила 6,1 % від усіх жителів.
За віковим діапазоном населення розподілялося таким чином: 29,0 % — особи молодші 18 років, 66,0 % — особи у віці 18—64 років, 5,0 % — особи у віці 65 років та старші. Медіана віку мешканця становила 29,7 року. На 100 осіб жіночої статі у місті припадало 102,4 чоловіків; на 100 жінок у віці від 18 років та старших — 106,6 чоловіків також старших 18 років.
Середній дохід на одне домашнє господарство становив 82 528 доларів США (медіана — 70 536), а середній дохід на одну сім'ю — 89 474 долари (медіана — 85 809). Медіана доходів становила 54 216 доларів для чоловіків та 38 333 долари для жінок. За межею бідності перебувало 7,5 % осіб, у тому числі 8,5 % дітей у віці до 18 років та 2,9 % осіб у віці 65 років та старших.
Цивільне працевлаштоване населення становило 962 особи. Основні галузі зайнятості: роздрібна торгівля — 17,3 %, будівництво — 14,2 %, освіта, охорона здоров'я та соціальна допомога — 14,1 %.